# 님과 함께
《님과 함께》는 대한민국의 JTBC의 예능 프로그램이다. 실제 사별이나 이혼 등으로 홀로 된 연예인 또는 명사가 함께 재혼 생활을 해나가는 과정을 리얼하게 담은 ‘재혼 미리보기’ 예능 프로그램이다.

## 방송 일정
| 방송 채널 | 방송 기간                          | 방송 시간                    | 비고 |
| --------- | ---------------------------------- | ---------------------------- | ---- |
| JTBC      | 2014년 1월 27일 ~ 2014년 5월 12일  | 매주 월요일 밤 11:05 ~ 12:30 |      |
| JTBC      | 2014년 5월 21일 ~ 2014년 11월 26일 | 매주 수요일 밤 11:00 ~ 12:30 |      |
| JTBC      | 2014년 12월 2일 ~ 2014년 12월 30일 | 매주 화요일 밤 9:40 ~ 11:00  |      |

## 출연자
- 이영하, 박찬숙
- 지상렬, 박준금
- 임현식, 박원숙
- 이상민, 후지타 사유리
- 김범수, 안문숙